# Adalbert Willem van Beieren

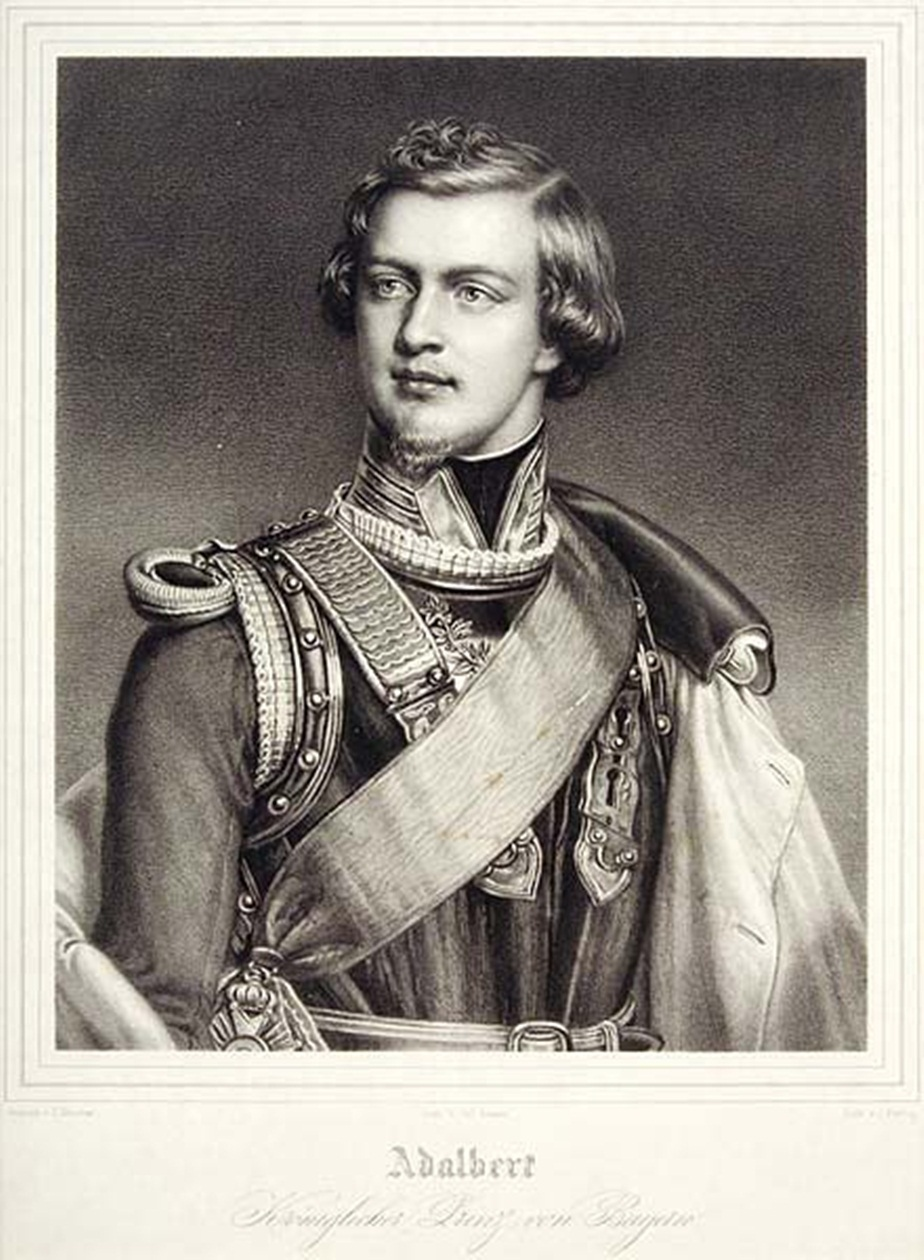
Prins Adalbert Willem van Beieren

Adalbert Willem George Lodewijk van Beieren (München, 26 augustus 1828 - Slot Nymphenburg, 21 september 1875), was een prins van Beieren en erfprins van Griekenland.
Hij was de jongste zoon van koning Lodewijk I van Beieren en diens vrouw Theresia van Saksen-Hildburghausen. 
Op 25 april 1856 huwde hij met Amelia van Bourbon (een dochter van Francisco de Paula van Bourbon en Louise Charlotte van Bourbon-Sicilië). Het paar kreeg vijf kinderen.
In de Griekse grondwet van 1840 werd hij aangewezen als troonopvolger, mocht zijn oudere broer, Otto, die koning van Griekenland was, kinderloos sterven. Daartoe had Adalbert zich tot de Oosters-orthodoxe Kerk bekeerd.

## Kinderen
- Lodewijk Ferdinand (22 oktober 1859-23 november 1949), huwde met Maria de la Paz van Spanje (23 juni 1862-4 december 1946)
- Alfons (24 januari 1862-9 januari 1933), huwde met Louise Victoria van Alençon (19 juli 1869–4 februari 1952)
- Isabella Marie Elisabeth (31 augustus 1863-26 februari 1924), huwde met Thomas van Savoye (6 februari 1854-15 april 1931)
- Elvira (22 november 1868-1 april 1943), huwde met Rudolf Graaf van Wrbna-Kaunitz-Rietberg-Questenberg en Freudenthal (1864-1924)
- Clara (1874-1941)

- Biblioteca Nacional de España: XX1200300
- Gemeinsame Normdatei: 119536404
- Virtual International Authority File: 824378
- WorldCat: E39PBJp9yyvmhgCmx9JwFXK68C